# Joseph Hansen (Historiker)
Johann Joseph (auch: Josef) Leonhard Hansen (* 26. April 1863 in Aachen; † 29. Juni 1943 in Köln) war ein deutscher Historiker und Archivar.

## Leben und Werk
Joseph Hansen studierte Geschichtswissenschaft an den Universitäten in Bonn, Berlin und Münster und wurde 1883 bei Theodor Lindner in Münster mit einer Arbeit zur Vorgeschichte der Soester Fehde zum Dr. phil. promoviert. Von 1891 bis zu seiner Pensionierung im Jahr 1927 war er Direktor des Historischen Archivs der Stadt Köln. Von 1893 bis 1927 war er zudem Vorsitzender der Gesellschaft für Rheinische Geschichtskunde und von 1895 bis 1924 nebenamtlicher Leiter des Kölnischen Stadtmuseums, als Nachfolger von Arthur Pabst.
Inquisition und Hexenprozesse gehörten zu seinen Forschungsschwerpunkten. Er gab die deutsche Übersetzung von Henry Charles Leas dreibändiger Geschichte der Inquisition im Mittelalter heraus. Eine zentrale These seines 1900 veröffentlichten Buches Zauberwahn, Inquisition und Hexenprozess im Mittelalter und die Entstehung der grossen Hexenverfolgung ist eine Schuldzuweisung: „Die Geißel der Hexenverfolgung ist von der Theologie der christlichen Kirche geflochten worden.“ Eine fundierte Kritik dieses Buches stammt von dem US-amerikanischen Historiker H. C. Erik Midelfort. 1901 veröffentlichte Hansen den Quellenband Quellen und Untersuchungen zur Geschichte des Hexenwahns und der Hexenverfolgung im Mittelalter. Mit einer Untersuchung der Geschichte des Wortes Hexe, der als Sammlung heute noch nützlich ist. Außerdem war er Mitarbeiter bei den Nuntiaturberichten des 16. Jahrhunderts aus Deutschland, die vom damaligen Preußischen Historischen Institut in Rom herausgegeben wurden. Seine Veröffentlichungen fanden die polemische kritische Aufmerksamkeit von Franz Ehrle und Heinrich Denifle.
Von 1913 bis 1922 war Hansen Vorsitzender des deutschen Historikerverbandes. 1921 wurde er zum korrespondierenden Mitglied der Göttinger Akademie der Wissenschaften gewählt. 1925 wurde er als korrespondierendes Mitglied in die Preußische Akademie der Wissenschaften aufgenommen.
1943 kam er im Alter von achtzig Jahren mit seiner Ehefrau Johanna geb. Rauschen (1872–1943) bei einem Bombenangriff auf Köln ums Leben.

„Joseph Hansen stammte aus kleinbürgerlich-katholischen Verhältnissen, legte jedoch beide Prägungen im Laufe seines Lebens ab und entwickelte sich zu einem großbürgerlich-antiklerikalen Liberalen.“

## Schriften (Auswahl)
- Westfalen und Rheinland im 15. Jahrhundert, Band 2: Die Münsterische Stiftsfehde. Leipzig 1890.
- Rheinische Akten zur Geschichte des Jesuitenordens 1542–1582. Bonn 1896 (Digitalisat).
- Quellen und Untersuchungen zur Geschichte des Hexenwahns und der Hexenverfolgung im Mittelalter. Mit einer Untersuchung der Geschichte des Wortes Hexe von Johannes Franck. Carl Georgi – Universitäts-Buchdruckerei und Verlag, Bonn 1901 (Digitalisat); Neudruck Hildesheim 1963.
- Rheinische Briefe und Akten zur Geschichte der politischen Bewegung 1830–1850. 4 Bände, Droste, Düsseldorf 1919–2013.
- Quellen zur Geschichte des Rheinlandes im Zeitalter der Französischen Revolution 1780–1801. 4 Bände, Bonn 1931–1938 (Nachdruck Droste, Düsseldorf 2003–2004) (Rezension).